# Sơn Hà, Hữu Lũng
Sơn Hà là một xã thuộc huyện Hữu Lũng, tỉnh Lạng Sơn, Việt Nam.
Xã Sơn Hà có diện tích 6,05 km², dân số năm 1999 là 3.508 người, mật độ dân số đạt 580 người/km².
Theo thống kê năm 2019, xã Sơn Hà có diện tích 6,05 km², dân số là 4.628 người, mật độ dân số đạt 765 người/km².